# Figari
Figari (in corso Figari, in epoca romana Ficaria) è un comune francese di 1 465 abitanti situato nel dipartimento della Corsica del Sud nella regione della Corsica.

## Geografia fisica
Si trova nell'entroterra a nord-ovest di Bonifacio e a sud-ovest di Propriano. Nei pressi di Figari si trova l'aeroporto della Corsica meridionale, dove è ubicata la stazione meteorologica di Figari, ufficialmente riconosciuta dall'Organizzazione meteorologica mondiale.

## Società

### Evoluzione demografica
Abitanti censiti

## Infrastrutture e trasporti
È presente l'Aeroporto di Figari Corsica del Sud, che opera principalmente voli verso la Francia continentale.